# Gregori IX
Gregori IX (Anagni, (1143) - Roma, 22 d'agost de 1241) fou papa de Roma del 1227 al 1241.
De nom Ugolino di Conti, era nebot del papa Innocenci III que el va nomenar successivament, capellà papal, arxipreste de Sant Pere, cardenal diaca de Sant Eustaqui el 1198 i cardenal bisbe d'Ostia i Velletri el 1206.
El 1207, Innocenci III el va enviar com a legat a Alemanya amb la missió d'intervenir en la disputa successòria que va sorgir arran de la mort Enric VI.
El 1217, sota el pontificat d'Honori III, exerceix com a delegat plenipotenciari per a Llombardia i Toscana on va predicar la Sisena Croada.
Escollit papa el 21 de març del 1227, després de renunciar a la tiara el cardenal Conrad d'Urach que havia estat elegit com primera opció, va adoptar el nom de Gregori IX, i encara que tenia en aquell moment més de vuitanta-cinc anys, el seu pontificat va durar uns altres catorze anys.

## Relació amb el Sacre Imperi
La seva primera mesura com Pontífex va ser l'excomunió de l'emperador Federic II per les continus retards en la seva participació en la Sisena Croada. Aquesta excomunió va fer que els partidaris de l'emperador s'alcessin contra Gregori i el van obligar a abandonar Roma per refugiar-se a Viterbo i posteriorment a Perusa. Frederic II decideix llavors, per provar la injustícia de la seva excomunió, dirigir-se a Terra Santa, cap on parteix sense la benedicció papal, el 1228, al capdavant d'un reduït exèrcit que tanmateix va conquerir l'illa de Xipre i fer-se, el 1229 mitjançant un acord diplomàtic, amb Jerusalem, Betlem i Natzaret.
Gregori IX no respon amb l'absolució de Frederic, sinó que declara que les accions de l'emperador a Terra Santa no poden qualificar-se com a guerra santa en continuar excomunicat, i procedeix a alliberar els croats del vot d'obediència a l'emperador. Durant l'absència de Frederic, embarcat en la Sisena Croada, Rainald d'Urslingen va intentar recuperar el Ducat de Spoleto amb les armes, mentre que les tropes alemanyes baixaven per defensar Sicília i el papa Gregori IX va enviar dos exèrcits de la Lliga Llombarda sota el comandament de Joan de Brienne al territori en disputa a finals de 1228 i un altre exèrcit al Regne de Sicília el gener de 1229. Quan Frederic va tornar a Itàlia després de la Sisena Croada desembarcant a Bríndisi, va trobar moltes ciutats que donaven suport al papa i va aconseguir superar les forces papals, però va considerar oportú reconciliar-se amb el papa i amb la pau de San Germano del 23 de juliol de 1230 es va comprometre a renunciar a les violacions que havien portat a l'excomunió, a retornar els béns robats als monestirs i esglésies i a reconèixer el vassallatge de Sicília al papa. D'altra banda, el papa no va poder ignorar l'objectiu aconseguit per Frederic a Terra Santa i el 28 d'agost següent va retirar l'excomunió: l'1 de setembre, papa i emperador es van reunir a Anagni, arribant a un acord.
Quan Frederic va derrotar la Lliga Lombarda el 1239, la possibilitat que pogués dominar tota Itàlia, envoltant els Estats Pontificis, es va convertir en una amenaça molt real. Immediatament va ordenar una croada contra l'emperador, va intentar infructuosament que els prínceps alemanys escollissin un nou rei i va convocar un concili a Roma per celebrar-ho el 1241. Frederic va anunciar per la seva part la seva oposició total a la celebració d'un concili que, convocat pel papa, no tenia cap altra motivació que la seva deposició i substitució, per la qual cosa va ordenar a les seves tropes que capturessin tots els que viatjaven al concili a Roma. La detenció i empresonament de més de cent clergues va impedir la celebració del sínode i, poc després, el 22 d'agost de 1241 Gregori IX va morir a la d'edat de gairebé cent anys.

## Altres realitzacions

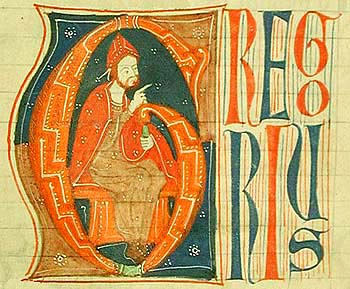
Gregori IX en un manuscrit medieval

Gregori IX mitjançant la publicació, el 1231, de la butlla Excommunicamus va establir formalment el tribunal de la Inquisició que depenia directament del pontífex. Va nomenar els dominics com a inquisidors i establir que els heretges fossin lliurats al braç secular per al seu càstig.
Va canonitzar sant Francesc d'Assís el 16 de juliol de 1228, sant Domènec de Guzmán el 8 de juliol de 1234, i sant Antoni de Pàdua el maig de 1232.
Va atorgar a l'expedició de Conquesta catalana d'Eivissa i Formentera empresa per Guillem de Montgrí i Bernat de Santa Eugènia de Berga el títol de croada en una butlla del 24 d'abril de 1235.
Encarregà, en fi, Ramon de Penyafort de compilar els decretals, obra coneguda com a Liber extra, que fou enllestida el 1234, de gran importància en el dret canònic.
Les profecies de Sant Malaquies es refereixen a aquest papa com Avis ostiensis (l'au d'Ostia), citació que fa referència al fet del qual va ser cardenal d'Ostia abans de la seva elecció com a pontífex i a què al seu escut d'armes apareix una au.